# Acceptera
acceptera (1931) es un manifiesto de arquitectura moderna sueca escrito por los arquitectos Gunnar Asplund, Wolter Gahn, Sven Markelius, Eskil Sundahl, Uno Åhrén y el historiador de arte Gregor Paulsson. Afirmando que el «arte de la construcción» sueca (byggnadskonst) no ha logrado seguir el ritmo del revolucionario cambio social y tecnológico que arrasó Europa a principios del siglo XX, los autores argumentan que la producción de viviendas y bienes de consumo debe adoptar una orientación funcionalista para satisfacer las necesidades culturales y materiales particulares de la sociedad moderna y del individuo moderno. Combinando el análisis social con una crítica iconoclasta de la arquitectura contemporánea y la artesanía, acceptera llama fervientemente a sus lectores a que no retrocedan de la modernidad, sino que «acepten la realidad que existe, solo de esa manera tenemos alguna posibilidad de dominarla, tomarla en la mano y modificándolo para crear una cultura que ofrezca una herramienta adaptable para la vida».
El manifiesto fue escrito en relación con, y publicado poco después, en la Exposición de Estocolmo de 1930. La exposición, que fue dirigida en parte por Asplund y contó con contribuciones de cada uno de los autores, ofreció una variedad de estructuras representativas de los estilos funcionalistas e internacionales. Su nombre, «acepta [tú]» en latín, llama al lector a «aceptar» la vida moderna.
En conjunto, la Exposición de Estocolmo y la publicación de acceptera constituyen el momento definitivo en el que se establecería una arquitectura moderna sueca y la planificación urbana, ambas influenciadas en las décadas siguientes por muchas de las ideas sobre producción industrial, planificación, estandarización y funcionalidad promulgadas por los autores del manifiesto.

## Contexto histórico y autoría

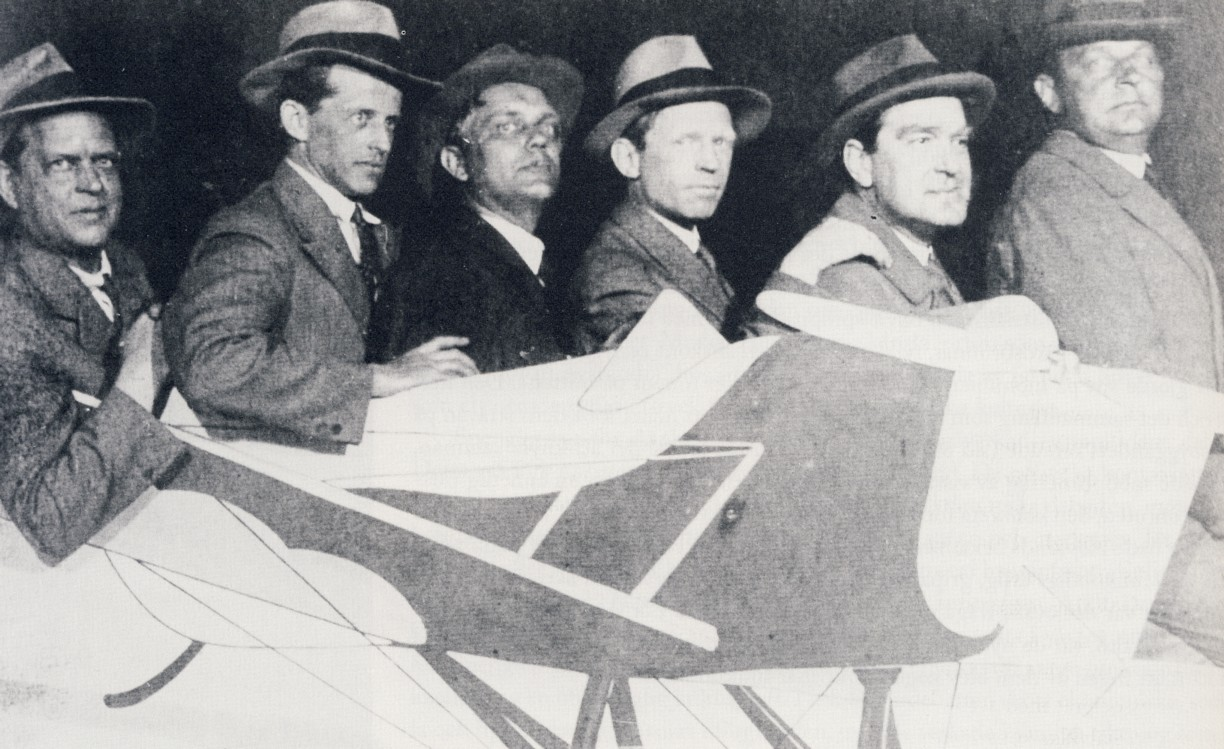
Los arquitectos Sven Markelius, Uno Åhrén, Gunnar Asplund, Eskil Sundahl, Wolter Gahn y el historiador de arte Gregor Paulsson

El plan para componer un manifiesto funcionalista desarrollado durante la Exposición de Estocolmo, y su escritura comenzó antes de la conclusión de ese evento en septiembre de 1930. Cada uno de los autores de acceptera desempeñó un papel en la organización de la exposición, y el manifiesto figuraba en gran medida como un intento de detallar sobre el estilo (y la filosofía) funcionalista que esperaban modelar en sus pabellones para el público sueco. Por lo tanto, el manifiesto podría leerse como un intento de aclarar los principios clave del funcionalismo y un esfuerzo por persuadir a un público indeciso de la grave necesidad de revolucionar el diseño y la construcción.
A pesar de la naturaleza iconoclasta de los aceptadores y su audaz uso de la teoría social y arquitectónica para justificar la modernización de la arquitectura sueca, los autores «apenas eran intrusos radicales en la escena cultural de Estocolmo». Gahn, Sundahl y Markelius fueron arquitectos modernistas consumados. Asplund, un representante de la escuela pseudo-modernista del clasicismo nórdico, fue famoso por su diseño de la Biblioteca Pública de Estocolmo. Åhrén, también un arquitecto y urbanista establecido, se convertiría más tarde en colaborador del sociólogo galardonado con el Premio Nobel Gunnar Myrdal, cuando ambos escribieron «La cuestión de la vivienda como un problema de planificación social» en 1934. Paulsson, el único grupo no arquitecto, fue director de la Sociedad Sueca de Artes y Oficios (Svenska Slöjdföreningen). Juntos, estos seis hombres formaron una «nueva institución» en la arquitectura de Suecia de la década de 1930, y, siguiendo el espíritu colectivo de la obra, firmaron acceptera colectivamente, dejando sin certezas de la autoría de cada uno.
acceptera se imprimió inicialmente en 1931 y fue distribuida por Tidens förlag, el brazo editorial del Partido Socialdemócrata Sueco. Fue reeditado en 1980 y publicado en una traducción al inglés por primera vez en 2008.

## Estructura y estilo
aceptatera consta de doce secciones. El texto está organizado junto con fotomontaje, fotografías, ilustraciones y estadísticas de una manera creativa, casi lúdica. Muchas de las imágenes presentan subtítulos humorísticos o irónicos, que se burlan, por ejemplo, de concepciones anti-modernistas del trabajo o la vida en el hogar. A lo largo del texto, los autores enfatizan y llaman la atención sobre los puntos clave mediante el uso de fuentes en negrita o la disposición de palabras de formas novedosas en la página.

## Ideas claves

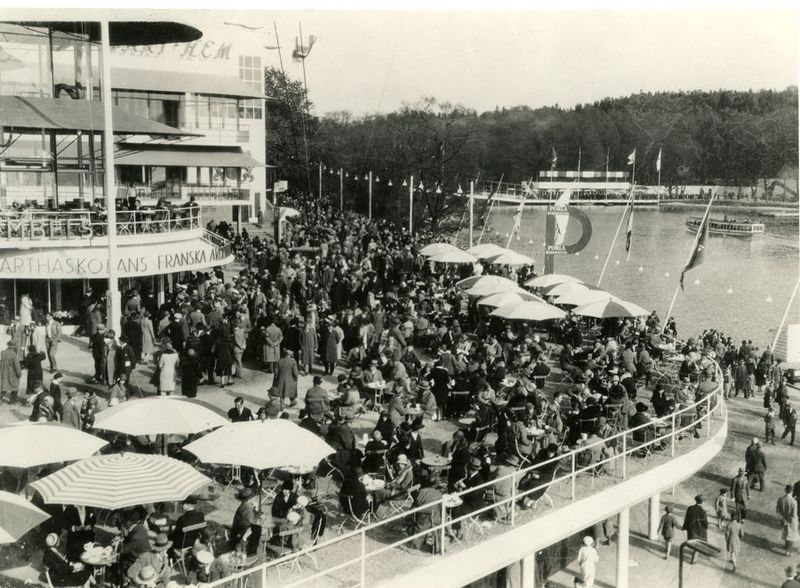
Visitantes en la exposición de Estocolmo

### Dualidades de la Modernidad
En la primera página los autores presentan una serie de proposiciones de tipo «dos opciones» (either/or, «una de dos») que creen que caracterizan el pensamiento social contemporáneo. Contrarrestando la noción de que uno realmente podría resolver problemas sociales eligiendo una opción, sin embargo, sostienen que tanto la cantidad como la calidad, tanto la masa como el individuo deben proporcionar soluciones a los problemas contemporáneos. A lo largo de acceptera, los autores postulan la existencia de numerosos «binarios» fundamentales (es decir, producción industrial vs. artesanía), que intentan superar mediante la conceptualización de los objetivos de la arquitectura y el diseño industrial desde la perspectiva funcionalista.

### Objetividad y valores estéticos
Los autores cuestionan cómo las teorías antropológicas contradictorias de la familia ofrecidas por Lewis Henry Morgan, Edvard Westermarck y Robert Briffault podrían haber sido reconocidas como verdaderas en diferentes momentos y en diferentes sociedades. Argumentando que la teoría de cada uno resonó con un paradigma intelectual hegemónico específico y perdió el favor solo cuando este paradigma ya no estaba de moda, afirman que en realidad es la conformidad de la idea con los valores dominantes y la ideología, y no cualquier reclamo real de verificación verdad, que constituye la fuente de su popularidad. Sin embargo, esta falta de pensamiento objetivo sobre la sociedad es un problema porque, dentro del ámbito de la política social, oculta las soluciones necesarias para los problemas apremiantes. Esta distorsión hace que las personas anhelen un pasado idealizado cuando el tema en cuestión supuestamente aún no existe, lo que exacerba la situación actual.
Además, los autores señalan que, a pesar del amplio reconocimiento del cambio cultural, las personas continúan aferrándose a los estilos y formas de otras épocas. Incluso en medio de la industrialización, ciertos valores estéticos anacrónicos sobreviven e incluso florecen. Para los autores, la radical novedad de las condiciones sociales actuales debe aceptarse como un verdadero alejamiento del pasado, y el «arte de la construcción», que se ha quedado rezagado con respecto a otras actividades culturales, debe ser revolucionado para desarrollarse de una manera que había sido, hasta la aparición de estas condiciones, imposible. También buscaron mostrar que esta orientación pragmática hacia la modernidad no es algo importante de otra parte o una innovación filosófica, sino que es un enfoque particularmente nacional basado en los valores tradicionales suecos de «franqueza, moderación y amistad».

### «Europa A» y «Europa B»

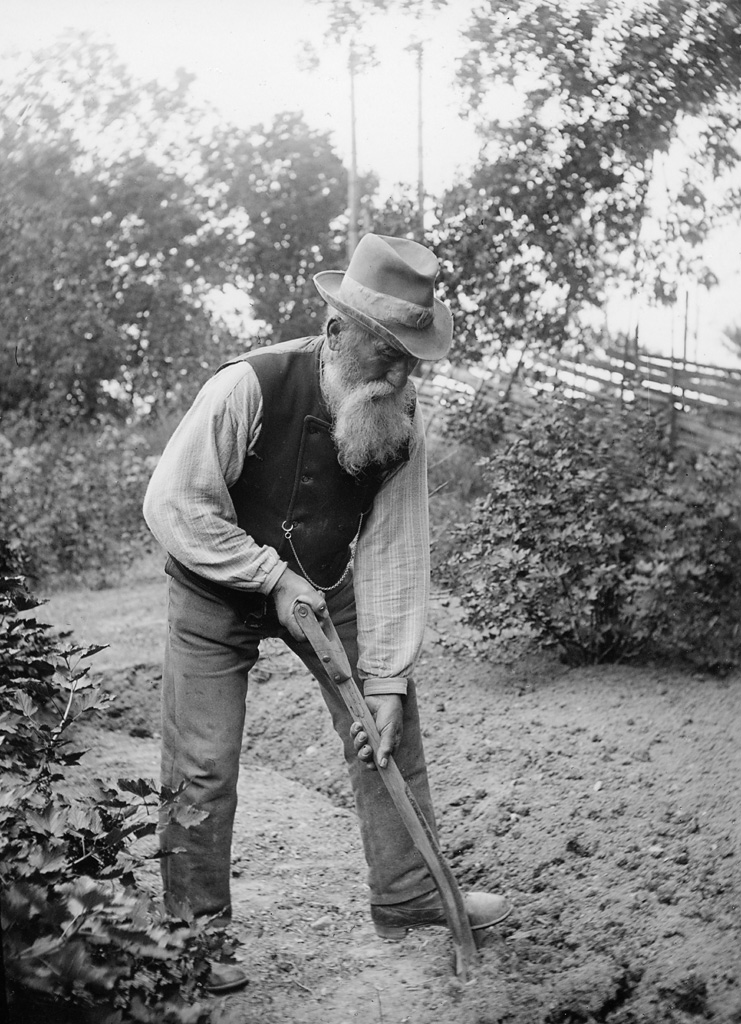
«Europa B»: tradicional, aislada, anacrónica.

Al describir los cambios de época que dieron forma a la sociedad europea moderna, los autores describen el continente como dos dominios irreconciliables pero interdependientes: la «Europa A» y la «Europa B». La cara A de Europa, argumentan, está formada por los centros urbanos industrializados y las ciudades del continente que están unidas por ferrocarril y a través de las cuales se puede ver la evidencia más llamativa de la modernización. A diferencia de la cara B, se ha «rehecho» en la modernidad y «se asemeja a un gran organismo en el que todas las funciones están al mismo tiempo especializadas y centralizadas y donde todas las células, desde la granja solitaria hasta la inmensa fábrica o banco, dependen uno del otro».
Por el contrario, «Europa B» está compuesta por comunidades agrícolas aisladas cuyos patrones culturales principales se han mantenido en gran medida iguales durante los últimos siglos. Está desorganizado y fragmentado, de pie junto a Europa A unificada como «una amalgama de empresas autónomas y grupos étnicos alternos sin otras fuerzas unificadoras que la religión y los poderes fácticos, estos últimos a menudo solo en virtud de sus espadas». Al acercar esta división a casa, los autores describen a Suecia como una combinación de «Suecia-después» y «Suecia-ahora».
Para los propósitos del manifiesto, el resultado más crítico de esta división sociocultural de Europa en «A» y «B» es el hecho de que las transformaciones demográficas, tecnológicas y sociales en la cara A están «creando un mundo nuevo» y «un nuevo tipo de individuo» que requiere «arte de la construcción en una forma acorde con las condiciones que la han creado».

### Utilidad, función, estilo

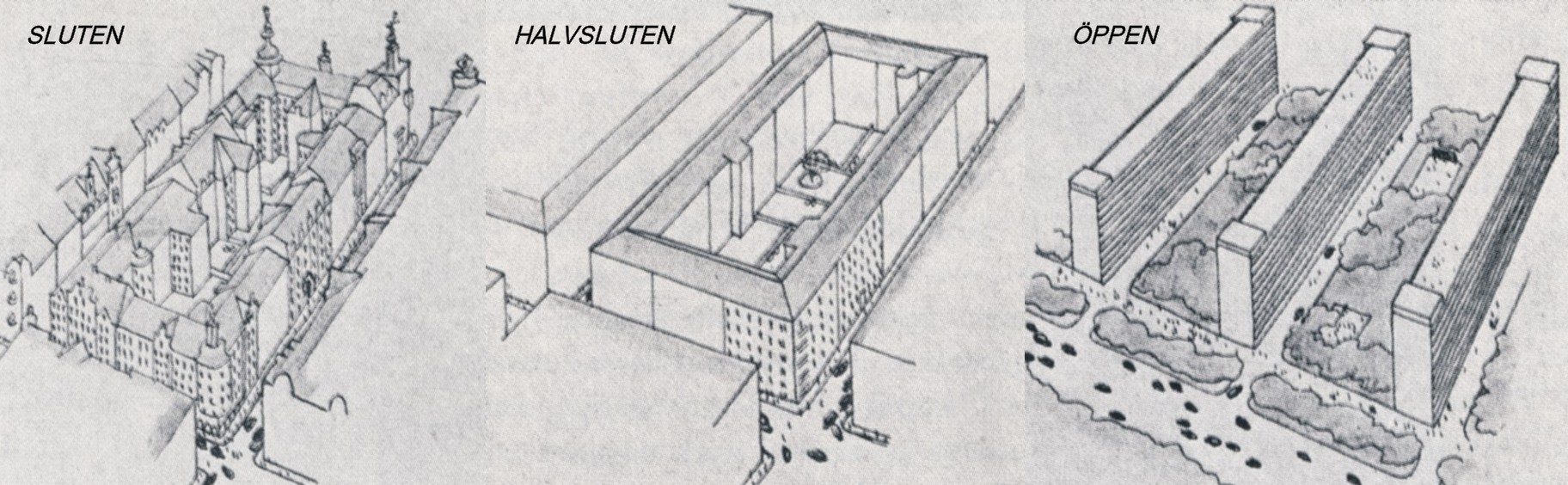
La evolución del bloque de viviendas, desde el antiguo diseño cerrado (sluten) hasta el diseño abierto del futuro (öppen)

Además de describir esta situación sociocultural única en Europa, los autores cuestionan las concepciones recibidas de arte, utilidad y significado. Argumentando que el hogar contemporáneo ha sido cambiado fundamentalmente por desarrollos tecnológicos, sociales y culturales, argumentan que su diseño debe reflejar nuevas formas en que las personas viven y usan sus viviendas, así como nuevos estándares de higiene, amplitud y valor. Respondiendo a las afirmaciones populares de que el funcionalismo busca privar al hogar de su encanto y comodidad, argumentan que «si proporcionamos a nuestro hogar las cosas que realmente necesitamos, la selección será una expresión de la vida en el hogar tal como la vivimos». Además, rechazan la noción de que el hogar se convierte en una fuente de diversión basada únicamente en su singularidad, alegando que la comodidad es en gran medida producto de la organización, el orden y la funcionalidad.
El significado en el «arte de la construcción» (ya sea en la construcción de viviendas o bienes de consumo), ellos creen, es un producto de autenticidad. La forma auténtica en la actualidad es la desarrollada de acuerdo con la utilidad. Por lo tanto, critican la distinción popular y anacrónica, afirman, hecha entre arte y utilidad. Sostienen que, de hecho, las máquinas y otros objetos supuestamente técnicos contienen una calidad artística única encarnada en el cumplimiento de su función. En sus mentes, las personas deben alcanzar un estado en el que «ya no conciban lo estético como algo que viene de arriba para fusionarse con lo técnico, que es de origen inferior, sino que consideran todas las formas que no ofrecen una expresión satisfactoria de su estética. funcionan como simplemente deficientes».

«Nuestros requisitos son más modestos pero al mismo tiempo más responsables: los edificios, los muebles y los vasos pueden ser artículos de consumo que podemos destruir sin arrepentirnos después de que hayan servido durante un período corto o largo, pero mientras los usamos esperamos para que cumplan su papel y nos sirvan perfectamente, tan perfectamente que también podemos obtener un disfrute estético al observarlos en uso».
acceptera, págs. 181–182

### Estandarización y producción industrial
En este apartado se profundiza en el tema de calidad vs. cantidad, los autores argumentan que solo la producción industrial es capaz y lo suficientemente económica como para proporcionar bienes de consumo de calidad y vivienda para las masas. Sin embargo, reconocen que las personas tienden a asociar la producción industrial con productos baratos y de baja calidad y la artesanía con productos de lujo raros. Aun así, creen que tanto la antipatía por lo primero como la preferencia por lo segundo están enraizadas en una concepción histórica de estas cosas que desde entonces han quedado obsoletas. Afirman que la estandarización es simplemente otra versión de la propensión humana al desarrollo de «tipos». Contrariamente a lo que la gente piensa, de hecho es un proceso intemporal que se ha producido aparentemente sin dirección para casi todos los objetos concebibles: automóviles, iglesias, zapatos...etc. Sin embargo, reconocen que las personas se sienten restringidas y coaccionadas cuando se les obliga a elegir entre tipos. Su solución a este problema es un cambio general en la percepción, mediante el cual el objeto se reconoce no como una opción predeterminada, sino como la opción óptima «preseleccionada». Esto, argumentan los autores, superará la antipatía hacia la estandarización, permitiendo que la vivienda, como automóviles o libros, sea estandarizada y producida industrialmente, de modo que puedan ser objetos de calidad y cantidad.

### «Aceptar» los nuevos tiempo
El manifiesto sostiene que las fuerzas que impulsan los cambios culturales y tecnológicos en Suecia no están en un horizonte lejano, sino que existen en el presente y dan forma a las condiciones sociales y contingencias que deben ser aceptadas y dirigidas si el «arte de la construcción» y la modernidad deben reconciliarse y ser llevados a una armonía productiva. En la sección final, piden a la sociedad pensar radicalmente y abrazar la modernidad: «No podemos retroceder de puntillas lejos de nuestra propia era. Tampoco podemos pasar por alto los problemas y confundirnos en un futuro utópico. Solo podemos mirar la realidad a los ojos y aceptarla para poder dominarla».

## Recepción y legado

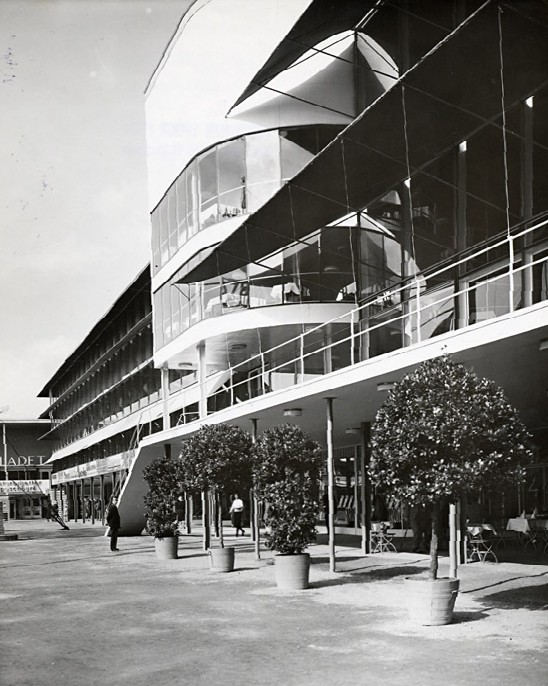
Exposición de Estocolmo de 1930.

Si bien la reacción del público sueco y el establecimiento crítico ante la Exposición de Estocolmo fue mixta, sus ideas encontrarían una audiencia más amplia y receptiva a mediados de la década de 1930. acceptera, que incorporó estas ideas en una crítica juguetona pero mordaz de la arquitectura sueca contemporánea, fue instrumental en la destilación de los principios clave de la perspectiva funcionalista en un simple imperativo: aceptar. Hoy en día, muchos consideran que acceptera es el «manifiesto sueco del funcionalismo», y su concepción provocativa de la relación entre arquitectura, problemas sociales y cambio cultural continúa inspirando la discusión sobre la arquitectura modernista, así como la ingeniería social, la planificación de la ciudad, y socialdemocracia en la Suecia del siglo XX (véase: Modelo nórdico de bienestar).
Como parte del desarrollo más amplio de la arquitectura moderna en Europa a principios del siglo XX, acceptera puede citarse como una de las contribuciones suecas más influyentes a la teoría del funcionalismo. Sin embargo, como señalaron Mattsson y Wallenstein, en el manifiesto «el modernismo no fue retratado en la misma medida que una ruptura con la tradición, como fue el caso de la vanguardia europea, sino como un programa para reconectar los valores tradicionales al desarrollo contemporáneo». Por lo tanto, aunque acceptera en gran medida coincide teóricamente con los manifiestos y ensayos escritos por artistas y arquitectos de la vanguardia europea y soviética temprana, como Moiséi Guínzburg, figura como una contribución única, estrechamente diseñada de acuerdo con las condiciones sociopolíticas particulares de Suecia a finales de los años veinte y principios de los treinta.